# Élections municipales de 1920 à Québec
Les élections municipales de 1920 à Québec se sont déroulées le 16 février 1920.

## Contexte et déroulement

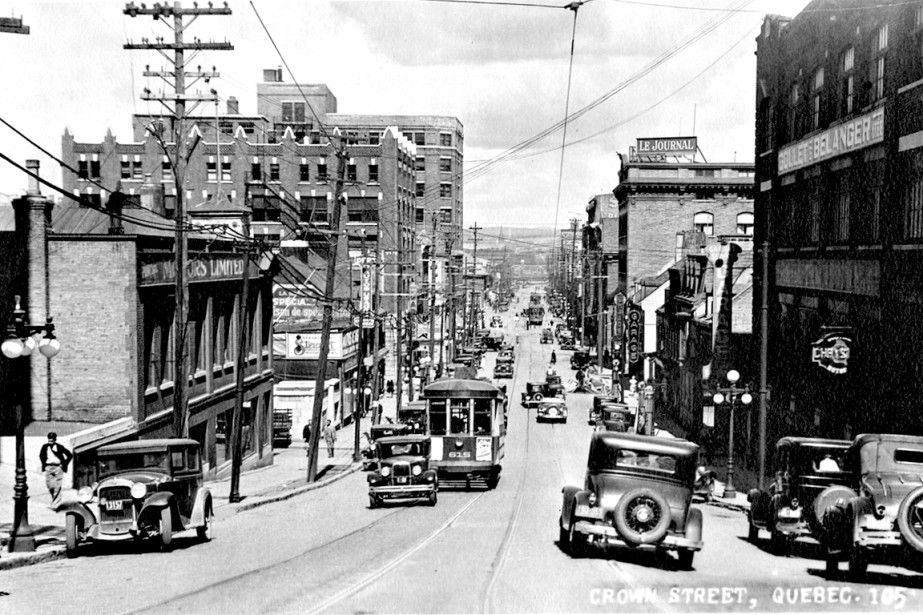
Québec en 1920.

Le dépôt des candidatures se déroule le lundi 9 février à l'hôtel de ville. 400 à 500 personnes assistent à la mise en nomination et aux discours des candidats. 6 candidats sans adversaire sont élus par acclamation. L'homme d'affaires et ancien échevin Joseph-Octave Samson se présente contre le maire sortant Henri-Edgar Lavigueur. Les deux candidats se font une chaude lutte dans les journaux et organisent des assemblées pour mousser leur candidature. Durant la campagne, l'« affaire des abattoirs » retient particulièrement l'attention. Lavigueur accuse Samson d'être appuyé financièrement par la Compagnie des Abattoirs. Le 10 février, le machiniste Albert Shield qui s'était porté candidat dans Saint-Sauveur n°2 annonce se retirer de la course : « le Conseil Central [son syndicat] a refusé de me donner son complet appui comme ouvrier, étant donné aussi les déclarations fausses et injurieuses des échevins Fiset et Bertrand et autres ».
Les élections se tiennent le lundi 16 février.
Le nouveau maire est assermenté le 1er mars.

## Résultats

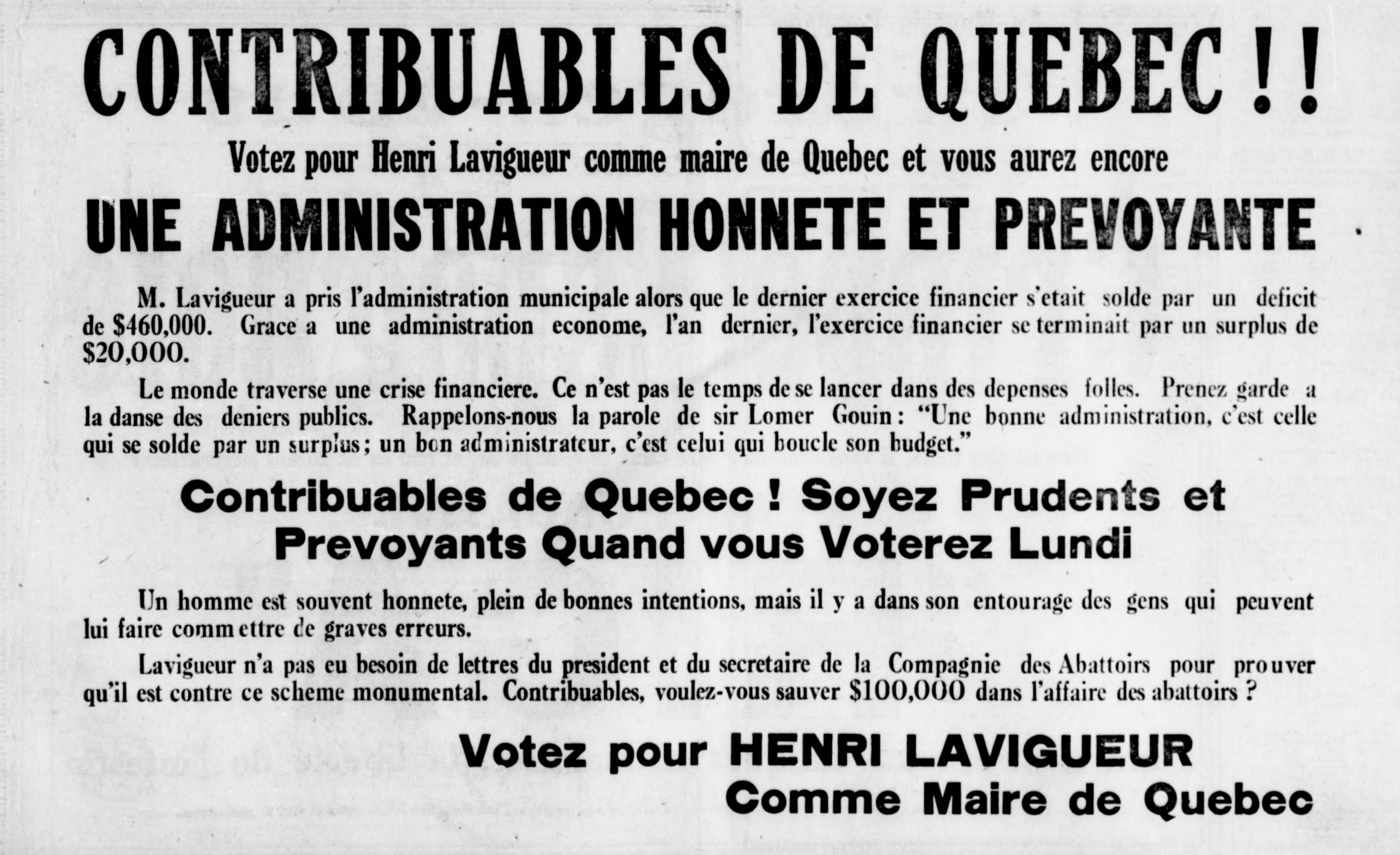
Publicité électorale d'Henri-Edgar Lavigueur.

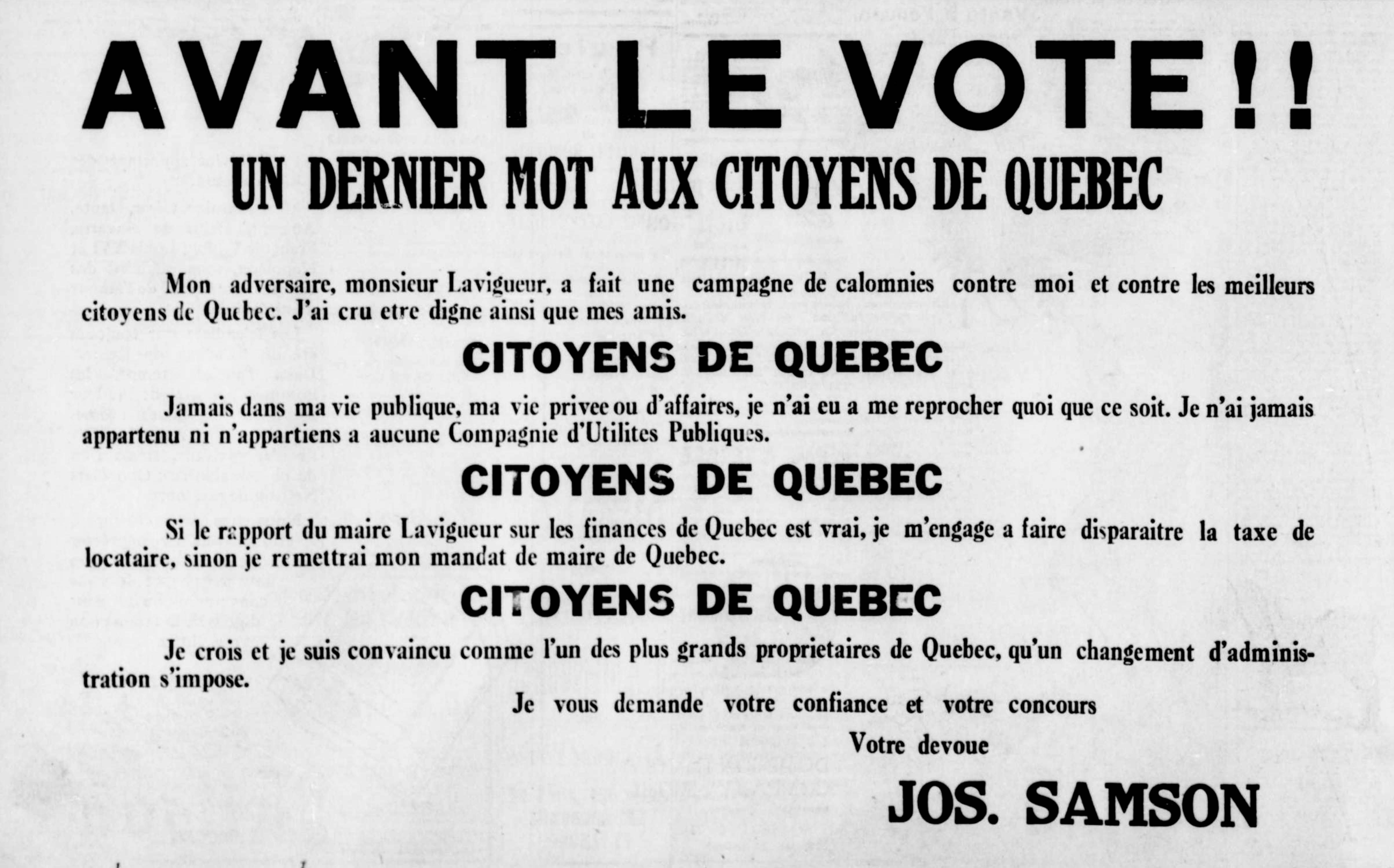
Publicité électorale de Joseph-Octave Samson.

### Mairie
Joseph-Octave Samson défait le maire sortant Henri-Edgar Lavigueur.

### Districts électoraux

#### Belvédère[3]
| Candidat       | Profession | Voix                | Pourcentage |
| -------------- | ---------- | ------------------- | ----------- |
| Joseph Mercier | Imprimeur  | Élu par acclamation | - %         |
| Total          | Total      |                     | 100 %       |

| Candidat             | Profession       | Voix                | Pourcentage |
| -------------------- | ---------------- | ------------------- | ----------- |
| Joseph Arthur Lesage | Homme d'affaires | Élu par acclamation | - %         |
| Total                | Total            | -                   | 100 %       |

#### Champlain
| Candidat                | Profession        | Voix | Pourcentage |
| ----------------------- | ----------------- | ---- | ----------- |
| Joseph Alphonse Collier | Agent d'assurance | 309  | 61 %        |
| Michael-F. Griffin      | Agent             | 197  | 39 %        |
| Total                   | Total             | 506  | 100 %       |

| Candidat     | Profession          | Voix                | Pourcentage |
| ------------ | ------------------- | ------------------- | ----------- |
| Aimé Lantier | Chirurgien-dentiste | Élu par acclamation | - %         |
| Total        | Total               | -                   | 100 %       |

#### Jacques-Cartier[4]
| Candidat        | Profession            | Voix | Pourcentage |
| --------------- | --------------------- | ---- | ----------- |
| Émile Bouchard  | Bourgeois             | ?    | -%          |
| Édouard-S. Bois | Marchand à commission | ?    | - %         |
| Total           | Total                 | -    | 100 %       |

| Candidat         | Profession    | Voix | Pourcentage |
| ---------------- | ------------- | ---- | ----------- |
| Arthur Labrecque | Marchand      | ?    | - %         |
| Eudore Caron     | Manufacturier | ?    | - %         |
| Total            | Total         | -    | 100 %       |

#### Saint-Jean-Baptiste
| Candidat     | Profession | Voix                | Pourcentage |
| ------------ | ---------- | ------------------- | ----------- |
| P.-H. Bédard | Médecin    | Élu par acclamation | - %         |
| Total        | Total      | -                   | 100 %       |

| Candidat          | Profession             | Voix | Pourcentage |
| ----------------- | ---------------------- | ---- | ----------- |
| Charles Delagrave | Notaire                | 1735 | 70 %        |
| Uldéric Gauvin    | Marchand d'automobiles | 730  | 30 %        |
| Total             | Total                  | 2465 | 100 %       |

#### Saint-Roch
| Candidat               | Profession | Voix                | Pourcentage |
| ---------------------- | ---------- | ------------------- | ----------- |
| Joseph-Albert Bouchard | Bourgeois  | Élu par acclamation | - %         |
| Total                  | Total      | -                   | 100 %       |

| Candidat                 | Profession | Voix                | Pourcentage |
| ------------------------ | ---------- | ------------------- | ----------- |
| Valmont Martin (sortant) | Médecin    | Élu par acclamation | - %         |
| Total                    | Total      | -                   | 100 %       |

#### Saint-Sauveur
| Candidat      | Profession | Voix | Pourcentage |
| ------------- | ---------- | ---- | ----------- |
| Michel Fiset  | Médecin    | 886  | 64,4 %      |
| Arthur Drolet | Commerçant | 490  | 35,6 %      |
| Total         | Total      | 1376 | 100 %       |

| Candidat        | Profession       | Voix                    | Pourcentage |
| --------------- | ---------------- | ----------------------- | ----------- |
| Pierre Bertrand | Homme d'affaires | Élu par acclamation     | - %         |
| Albert Shield   | Machiniste       | Se retire le 10 février | - %         |
| Total           | Total            | -                       | 100 %       |